# Lay
Un lay (pl. «layes» o «lais») es un determinado tipo de canción compuesta en el Norte de Europa, principalmente Francia y Alemania, entre el siglo XIII y finales del XIV.
Parece ser que este término designaba originalmente un poemilla que servía de conclusión para un relato. Muchas leyendas celtas adoptaron la forma del lay, entre ellas la de Tristán e Isolda, lo que explicaría la discontinuidad de los Tristán de Béroul y Thomas de Inglaterra, que debieron recopilar lais a veces contradictorios para componer sus obras.
La forma poética del lay tiene normalmente varias estrofas, ninguna de las cuales tiene la misma forma. Como resultado, la música del lay consiste en fragmentos que no se repiten. Esto distingue un lay de otros tipos corrientes de versos musicados de ese periodo (por ejemplo, el rondó o la balada). Al final de su periodo en el siglo XIV, algunos lais repiten estrofas, pero normalmente sólo en el caso de los lais más largos.
Hay cuatro lais en el Roman de Fauvel, todos ellos anónimos. Muy nombrados son también los doce lais conocidos como Lais de María de Francia (Lais de Marie de France). El lay alcanzó su máximo nivel de desarrollo como forma poética y musical con el trabajo de Guillaume de Machaut: se conservan 19 lais diferentes de este compositor representativo del ars nova (siglo XIV), y están entre sus composiciones no religiosas más elaboradas y sofisticadas. El ejemplo de lay más tardío es el Lai de la guerre, de Pierre de Nesson, compuesto como elegía por la derrota francesa en la Batalla de Agincourt (1415), del que sólo se conserva la letra, habiéndose perdido su música.
Otros términos para designar a los lais, u otras formas musicales muy similares al lay, incluyen el descort provenzal y el leich alemán.

## Compositores de lais
- Aimeric de Peguilhan
- Guilhem Augier Novella
- Charles d'Anjou
- Tannhäuser
- Gautier de Coinci
- Gautier de Dargies
- Guillaume li Vinier
- Adam de Givenchi
- Thomas Herier
- Guillaume de Machaut
- Philippe de Vitry (dudoso; los trabajos a él atribuidos podrían ser anónimos)
- Marie de France